# 路加福音第22章
路加福音第22章是基督教圣经新約路加福音的内容。它记录了耶稣基督被捕前最后两三天内发生的事件。 路加福音的作者佚名，但早期基督教传统均肯认是路加编写了这本福音书及《使徒行传》。

## 文本
- 原始文本使用通用希臘語书写；
- 包含本章的最早抄本为：

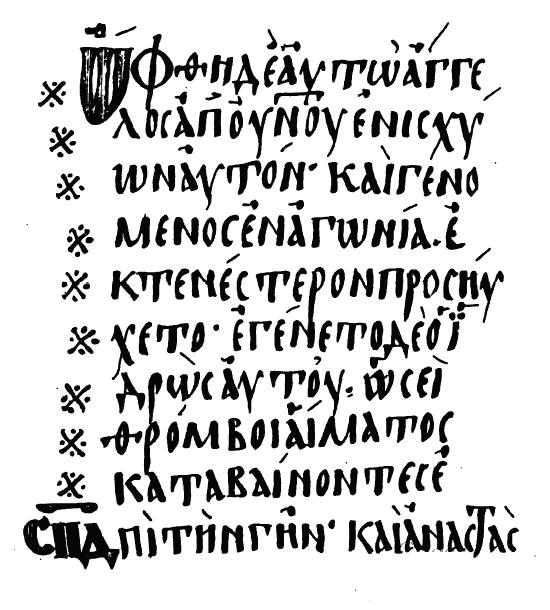
梵蒂冈抄本354（公元949年）里的路加福音22:43-44

  - Papyrus 75 （抄写于公元175-225年前后）
  - Papyrus 69 （公元三世纪；尚存：经节41，45-48，58-61）
  - Uncial 0171 （~公元300年；尚存：经节44-50，52-56，61，63-64）
  - 梵蒂冈抄本（公元325-350年）
  - 西乃抄本（公元330-360年）
  - Codex Bezae （约公元400年）
  - Codex Washingtonianus （约公元400年）
  - Codex Alexandrinus （约公元400-440年）
  - Codex Ephraemi Rescriptus （约公元450年；尚存：经节1-18）

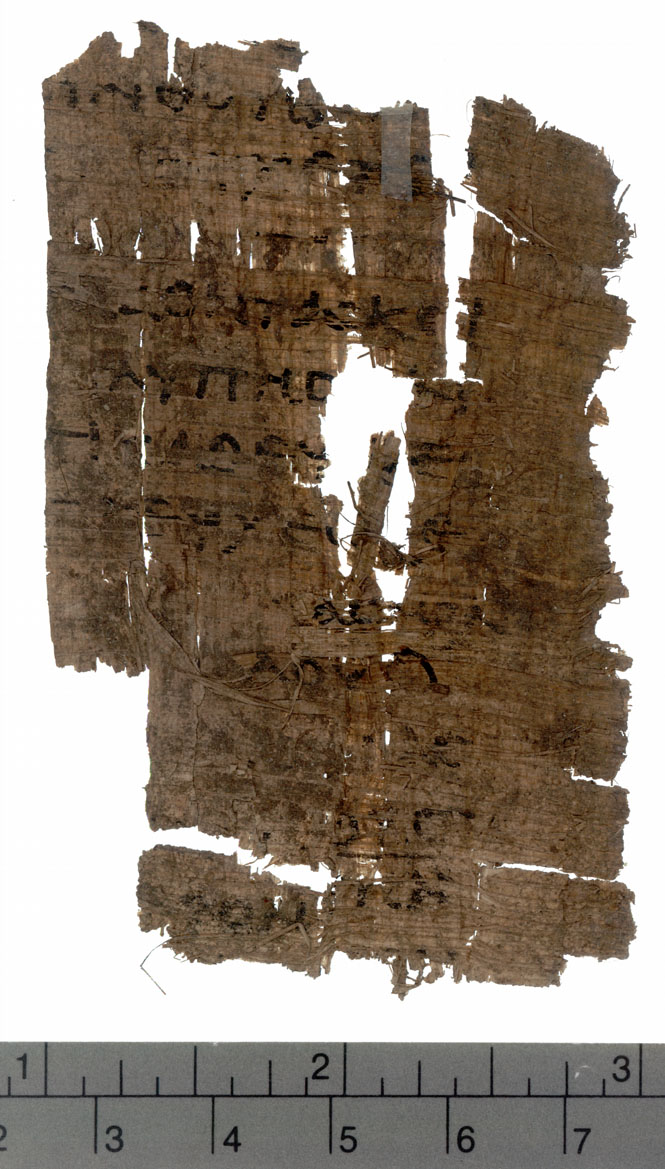
Papyrus 69（公元三世纪）右页上的路加福音22: 41，45-48。

- 本章共有71节。

## 结构
本章可大致分为（括号中为圣经中可相互参照的其他部分）：
- Luke 22:1–6 = 犹大出卖耶稣
  - Luke 22:1–2 = 杀害耶稣的阴谋 (Matthew 26:1–5; Mark 14:1–2; John 11:45–53)
  - Luke 22:3–6 = 犹大背叛耶稣 (Matthew 26:14–16; Mark 14:10–11)
- Luke 22:7–38 = 最后的晚餐 (Matthew 26:17–35; Mark 14:12–31)
  - Luke 22:7–13 = 耶稣与门徒预备逾越节的筵席 (Matthew 26:17–19; Mark 14:12–16)
  - Luke 22:14–23 = 耶稣设立主的晚餐 (Matthew 26:20–29; Mark 14:17–25; John 13:21–30; NKJVTemplate:Bibleverse with invalid book)
  - Luke 22:24–30 = 门徒争论谁为大
  - Luke 22:31–34 = 耶稣预言彼得不认主 (Matthew 26:31–35; Mark 14:27–31; John 13:36–38)
  - Luke 22:35–38 = 关于路上的预备（卖衣服买刀）
- Luke 22:39–46 = 园中的祷告 (Matthew 26:36–46; Mark 14:32–42)
- Luke 22:47–53 = 客西马尼园中的背叛与逮捕 (Matthew 26:47–56; Mark 14:43–50; John 18:1–11)
- Luke 22:54–62 = 彼得三次不认主及之后痛哭 (Matthew 26:57–58,69–75; Mark 14:53–54,66–72; John 18:12–18,25–27)
- Luke 22:63–65 = 戏弄鞭打耶稣
- Luke 22:66–71 = 耶稣在公会里受审 (Matthew 26:63–68; Mark 14:60–65; John 18:19–24)

## 参阅
- 客西马尼园
- 圣周
- 耶路撒冷
- 最后的晚餐
- 耶稣的事工
- 犹太公会
- 其他相关圣经章节：Psalm 41、Matthew 26、Mark 14、John 18、1 Corinthians 11